# Дофин (езеро)
Вижте пояснителната страница за други значения на Дофин.
Езерото Дофин (на английски: Dauphin Lake) е 10-о по големина езеро в провинция Манитоба. Площта му е 519 км2, която му отрежда 89-о място сред езерата на Канада. Езерото Дофин е едно от малкото езера в Канада, в което няма острови. Надморската височина на водата е 260 м.
Езерото се намира в югозападната част на провинцията, на 13 км северозападно от град Дофин, на 14 км южно от езерото Уинипегосис и на 35 км западно от езерото Манитоба. Дължина от север на юг 42,5 км, а максимална ширина в южната част – 19 км. Средна дълбочина 2,4 м, а максимална – 3,4 м. Обемът на водата е 1,29 км3. От ноември до май е покрито с дебела ледена кора, като годишното колебание на водното равнище е от порядъка на ±0,6 м.
Езерото има слабо разчленена брегова линия с дължина от 190 км, без заливи, полуострови и острови.
Площта на водосборния му басейн е 8870 km2, като в езерото се вливат няколко малки реки (Вали Ривър и др.), а изтича само една – река Моси, вливаща се в езерото Уинипегосис.
Езерото е открито през лятото на 1739 г. от френския търговец на ценни животински кожи Франсоа Варен дьо ла Верандри (1715-1794) и е кръстено от него в чест на френския престолонаследник (дофин) Луи (1729-1765).